# Mes amis Tigrou et Winnie : Un Noël de super détectives
Mes amis Tigrou et Winnie : Un Noël de super détectives ou Mes amis Tigrou et Winnie : Super Détectives, le film de Noël au Québec (My Friends Tigger and Pooh: Super Sleuth Christmas Movie) est un moyen métrage de Noël d'animation basé sur la série télévisée Mes amis Tigrou et Winnie et sorti directement en vidéo en 2007. La première chanson n'est pas le générique, mais une chanson dont le premier à chanter est Darby.

## Synopsis
Noël approche et Winnie l'ourson et ses amis trépignent d’impatience ! Mais malheureusement pour eux, ils vont devoir patienter encore un peu ! Un sac rempli de jouets du Père Noël a été égaré par un petit renne. Il est temps pour notre équipe de super détectives de suivre les indices jusqu’au Pôle Nord pour retrouver à temps les jouets et aider le Père Noël à finir sa tournée…

## Fiche technique
- Titre original : My Friends Tigger and Pooh: Super Sleuth Christmas Movie
- Titre français : Mes amis Tigrou et Winnie : Un Noël de super détectives
- Titre québécois : Mes amis Tigrou et Winnie : Super Détectives, le film de Noël
- Réalisation : David Hartman et Don Mackinnon
- Musique : Andy Sturmer
- Production : Walt Disney Studios Entertainment
- Distributeur : Buena Vista Home Entertainment
- Durée : 42 minutes
- Dates de sortie[1]:
  -  Royaume-Uni : 12 novembre 2007
  -  États-Unis : 20 novembre 2007
  -  France : 21 novembre 2007

## Sorties vidéo
- 24 octobre 2007 : coffret de 3 DVD (La Maison de Mickey : À la rescousse du Père Noël,  Mes amis Tigrou et Winnie : Un Noël de super détectives et  Les Petits Einstein : Notre Grande Super Aventure (en) ).

## Bonus Vidéo
1. Symphonie pour Coco Lapin
2. Tigrou à la recherche des deux flocons
3. La maison de Mickey : Daisy s’envole dans les airs
4. Jeu À la recherche des cadeaux perdus de la Forêt des rêves bleus

## Distribution

### Voix originales
- Jim Cummings : Winnie l'Ourson / Tigrou
- Travis Oates : Porcinet
- Ken Sansom : Coco Lapin
- Peter Cullen : Bourriquet
- Oliver Dillon : Lumpy
- Kath Soucie : Maman Gourou
- Chloë Moretz (États-Unis)[2] et Kimberla Berg (Royaume-Uni)[2] : Darby

### Voix françaises
- Roger Carel : Winnie l'ourson / Coco Lapin
  - Jean-Claude Donda : Winnie l'ourson (voix chanté)
  - Michel Mella : Coco Lapin (voix chantée)
- Patrick Préjean : Tigrou
- Benoît Allemane : Père Noël
- Hervé Rey : Porcinet
- Lisa Caruso : Darby
- Wahid Lamamra : Bourriquet
- Céline Monsarrat : Maman Gourou
- Donnie Lenner : Petit Gourou
- Manon Corneille : Holly
- Lewis Weill : Lumpy
- Tanja Scheinder : Buster
- Serge Falin : Frost
- Claire Guyot : Vixen
- Alain Azerot : Bonhomme de neige

## Les Chansons du Film
- Thème des super détectives
- Pense, Pense, Pense
- Demain on fête Noël
- Une expédition dans la neige
- La Chanson du bonhomme de neige